# Даніель Вейт
Даніель Вейт (нід. Daniel Veyt, нар. 9 грудня 1956) — бельгійський футболіст, що грав на позиції нападника. Відомий за виступами у низці бельгійських клубів, найбільш відомий за виступами в клубі «Варегем», де він був одним із рекордсменів за кількістю зіграних матчів та забитих м'ячів, а також у складі національної збірної Бельгії.

## Клубна кар'єра
Даніель Вейт розпочав виступи на футбольних полях у 1973 році виступами за нижчоліговий клуб «Бом», в якому грав до 1976 року, в якому став гравцем іншого нижчолігового клубу «Сінт-Ніклаас», де за 4 роки став одним із найрезультативніших гравців команди, відзначившись 51 забитим м'ячем у 120 проведених матчах.
У 1980 році Вейт став гравцем клубу найвищого бельгійського дивізіону «Варегем», в якому в першому ж сезоні став кращим бомбардиром. Протягом усього часу виступів у команді залишався одним із її найрезультативніших гравців, до 1987 року відіграв у чемпіонаті країни за «Варегем» 232 матчі, в яких відзначився 72 забитими м'ячами.
У 1987 році Даніель Вейт став гравцем іншого клубу вищого бельгійського дивізіону «Льєж», у якому грав до 1989 року. У 1989 році став гравцем іншого клубу Ліги Жупіле «Гент», а в 1991 році перейшов до клубу «Локерен». На початку 1993 року Вейт став гравцем нижчолігового клубу «Зоттегем», і в цьому ж році завершив виступи на футбольних полях, після чого працював у тренерському штабі низки бельгійських футбольних клубів.

## Виступи за збірну
1985 року дебютував в офіційних матчах у складі національної збірної Бельгії. У складі збірної був учасником чемпіонату світу 1986 року у Мексиці, на якому бельгійська команда зайняла 4-те місце. Загалом протягом кар'єри у національній команді, яка тривала 5 років, провів у її формі 12 матчів, відзначившись 1 забитим м'ячем.